# Хільберто Пенайо
Беніньйо Хільберто Пенайо Ортіс (ісп. Benigno Gilberto Penayo Ortiz, нар. 3 квітня 1933, Асунсьйон — 27 жовтня 2020) — парагвайський футболіст, що грав на позиції нападника, зокрема, за клуби «Соль де Америка» та «Серро Портеньйо», а також національну збірну Парагваю.

## Клубна кар'єра
У дорослому футболі дебютував 1951 року виступами за команду «Соль де Америка», в якій провів сім сезонів.
Своєю грою за цю команду привернув увагу представників тренерського штабу клубу «Серро Портеньйо», до складу якого приєднався 1958 року. Відіграв за команду з Асунсьйона наступні шість сезонів своєї ігрової кар'єри. 1960 року ставав найкращим бомбардиром чемпіонату Парагваю.
Завершив ігрову кар'єру у команді «Сільвіо Петтіроссі», за яку виступав протягом 1964—1965 років.

## Виступи за збірну
1958 року дебютував в офіційних матчах у складі національної збірної Парагваю. Протягом кар'єри у національній команді, яка тривала 4 роки, провів у її формі 10 матчів.
Був у заявці збірної на чемпіонат світу 1958 року у Швеції, однак на поле в іграх світової першості не виходив.

## Титули і досягнення
- Бронзовий призер Чемпіонату Південної Америки: 1959 (Аргентина)